# Xã Adams, Quận Madison, Indiana
Xã Adams (tiếng Anh: Adams Township) là một xã thuộc quận Madison, tiểu bang Indiana, Hoa Kỳ. Năm 2010, dân số của xã này là 3.892 người.